# ご馳走さま!
『ご馳走さま!』（ごちそうさま）は、馬場民雄（ラーメン指導：新横浜ラーメン博物館武内伸）による日本の漫画。白泉社刊行『ヤングアニマル』に1999年3号から12号まで連載された。全9話。

## 概要
1990年代前半にサッカー漫画を描いていた馬場はラーメンについては詳しくなかったが、編集者に新横浜ラーメン博物館を紹介され、当時ラーメン博物館広報だった武内伸の指導や、ラーメン店への取材を経て本作を執筆している。また、武内は単行本にコラム「ラーメンメイキング 武内伸のラーメンこぼれ話」を寄稿している。
本作の連載終了後も、馬場は『週刊少年チャンピオン』（秋田書店）に掲載誌を移し、ラーメン漫画を執筆して行くことになる。
本作の第2エピソードは熊本ラーメンの店で、熊本出身の登場人物が熊本弁で話すが、方言指導を馬場の師匠である村枝賢一が行っている。

## あらすじ

### 1杯目「ラーメンひだか」
空腹を抱えていた中谷地は「ラーメンひだか」の前で店内から駆け出してきた寛子とぶつかり、倒れてしまう。ひだかの店主・嘉男は中谷地にラーメンを振る舞うが、中谷地は自分の偏食を理由に一度は辞退する。しかし、嘉男の作ったラーメンを中谷地は夢中になって食べることになる。
ひだかは同じ商店街にできたラーメンチェーン店「麺麺亭」と住民に商店街の祭りの一環として無料ラーメンを振る舞う「ラーメン勝負」を控えていた。麺麺亭の支店長・福島は住民の味覚のスタンダードになっているひだかを邪魔に思っていたのだった。
ラーメン勝負の数日前に嘉男が怪我をして入院。中谷地は美味いラーメンを振る舞ってくれた恩返しにと、手伝いを申し出る。嘉男は何も教えようとはしなかったが、中谷地は自身の舌の記憶と店内に残されていた材料、昭良の助言もあって、ひだかのスープを再現することに成功する。
ラーメン勝負の当日。福島の策謀でテレビ番組の取材も入ることになった。番組ゲストとして連れてこられたラーメン評論家には高級材料を使った特製ラーメンを密かに出すことで、福島は勝負を決定的なものにしようとする。しかし、評論家は自分が食べた麺麺亭のラーメンが美味かったことは認めつつ、他の客はひだかのラーメンは汁も残さずに完食しているのに対し、麺麺亭の客は麺もスープも残して破棄されていることを指摘。
一般客の投票も、ひだかの圧勝に終わった。

### 2杯目「肥後もっこす」
中谷地は流行っていない熊本ラーメン店「肥後もっこす」でアルバイトをしていた。買い出しに出た中谷地は、上京してきた店長の妹・真夕子に声をかけられ、店に案内する。店で熊本ラーメンである「もっこすラーメン」を頼んだ真夕子は、麺こそ中太ストレート麺であるがマー油もにんにくチップも使われておらずネギも一文字（ひともじ）ではない、これは父が作ってきた「もっこすラーメン」ではない、と泣き出してしまう。店長・洋計は、材料費や、周辺の不味いラーメン店が流行っていることなどを挙げる。熊本の父が倒れたことも、熊本の店の弟子たちでは父と同じ味が作れないと聞いても、洋計はいまさらどの面を下げて熊本に帰れるものかと、真夕子を追い返そうとする。
真夕子は中谷地と協力し、中谷地も食べたことが無い「真のもっこすラーメン」を作ろうとする。
苦心の末、中谷地はもっこすラーメンのスープの再現に成功する。キモは調理場の台座だと思われていた大釜を使用した高火力による豚骨の煮出しであった。洋計は、その大釜が、東京店を出す際に熊本の店で長らく使われた物を父から贈られたことを思い出した。洋計は東京店を畳んで熊本に帰ることを決意する。

## 登場人物
中谷地健吾（なかやち けんご）
極端な偏食家だが、その実は「本当に美味しいものしか食べられない」体質。「神の舌」とも呼ばれる繊細な味覚を持ち、ひだかラーメンスープの隠し味に使用されていたリンゴなども当てることができる。料理（ラーメン作り）に関しては素人であるが、舌の記憶を元に試行錯誤を繰り返してスープ造りを行う。
馬場が本作の後に描いた別のラーメン漫画『虹色ラーメン』にも登場し、主人公のライバルとして立ちはだかる。

### 1杯目
鈴木寛子（すずき ひろこ）
「ラーメンひだか」の長女。
鈴木昭良（すずき あきよし）
寛子の弟。
鈴木嘉男（すずき よしお）
「ラーメンひだか」の店主。寛子、昭良の父親。妻とは死別。
福島（ふくしま）
「ラーメンひだか」のライバル店である「麺麺亭」の支店長。自身は厨房に立たないが、マスコミへの取材依頼を行ったり、取材陣にのみ特性ラーメンを提供するといった謀を行う。
北三千夫（きた みちお）
「伝説のラーメン評論家」。「ラーメンひだか」と「麺麺亭」とのラーメン勝負のためにテレビスタッフがスペシャルゲストとして連れてきた。『虹色ラーメン』にもラーメン評論家として登場している。

### 2杯目
洋計（ひろかず）
ラーメン店「肥後もっこす」東京店の店長。熊本ラーメンの味が受け入れられず客足減少、特徴的な濃厚な豚骨スープからあっさり目のスープに変更する、高価な熊本産食材の使用を止め低価格路線にするといった工夫を行うも客足は戻らず、なおかつ洋計の舌でも不味いと感じるラーメン店が繁盛していることにやる気を無くしている。
真夕子（まゆこ）
洋計の妹。熊本でラーメン店を営む父親が倒れたことで、兄・洋計の様子を見に（可能なら帰郷して店を手伝ってもらうために）上京してきた。

## 書誌情報
- 馬場民雄 『ご馳走さま!』 白泉社 〈ジェッツコミックス〉 全1巻
  1. 1999年7月発売、ISBN 4-592-13340-4